# Torre Insignia

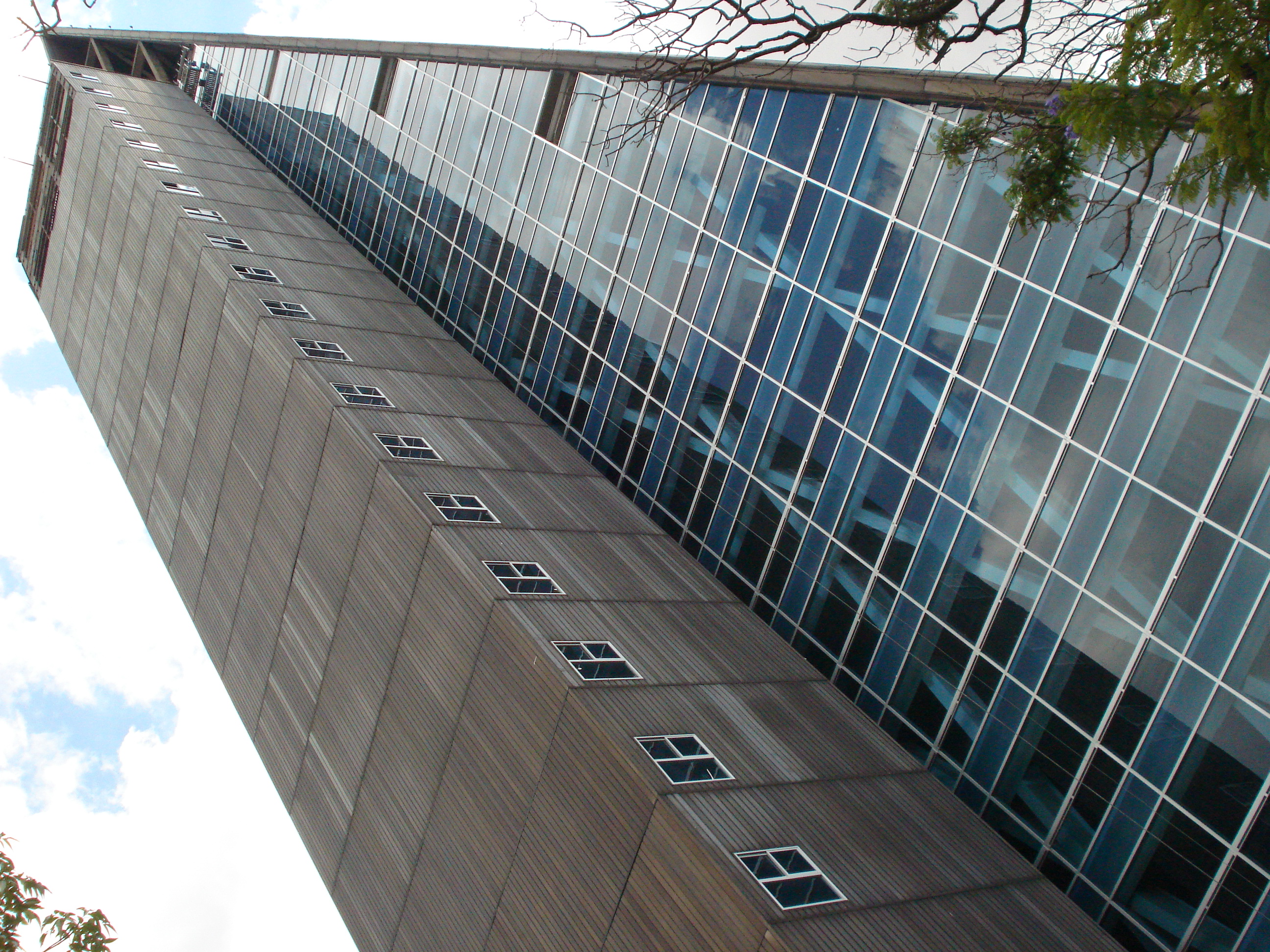
La fachada norte de la Torre Insignia.

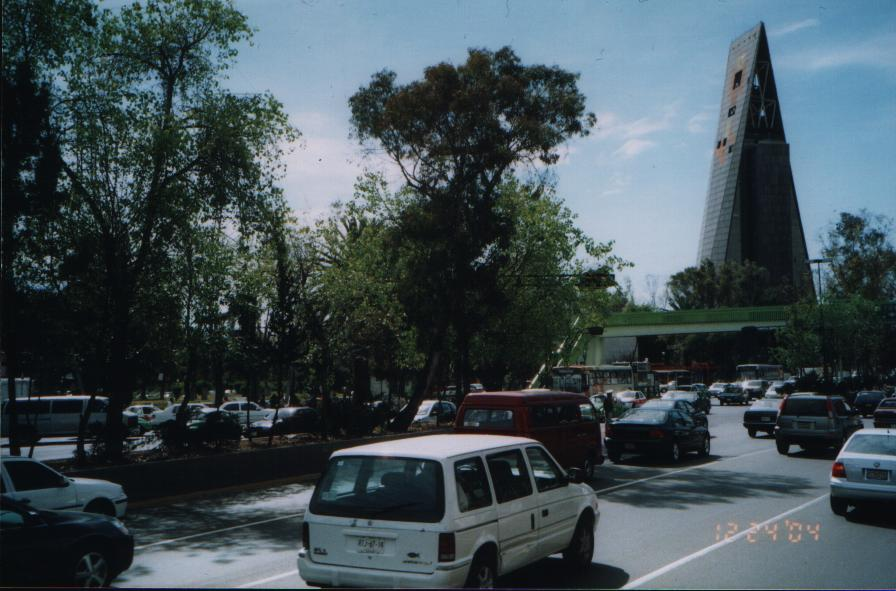
La Torre Insignia.

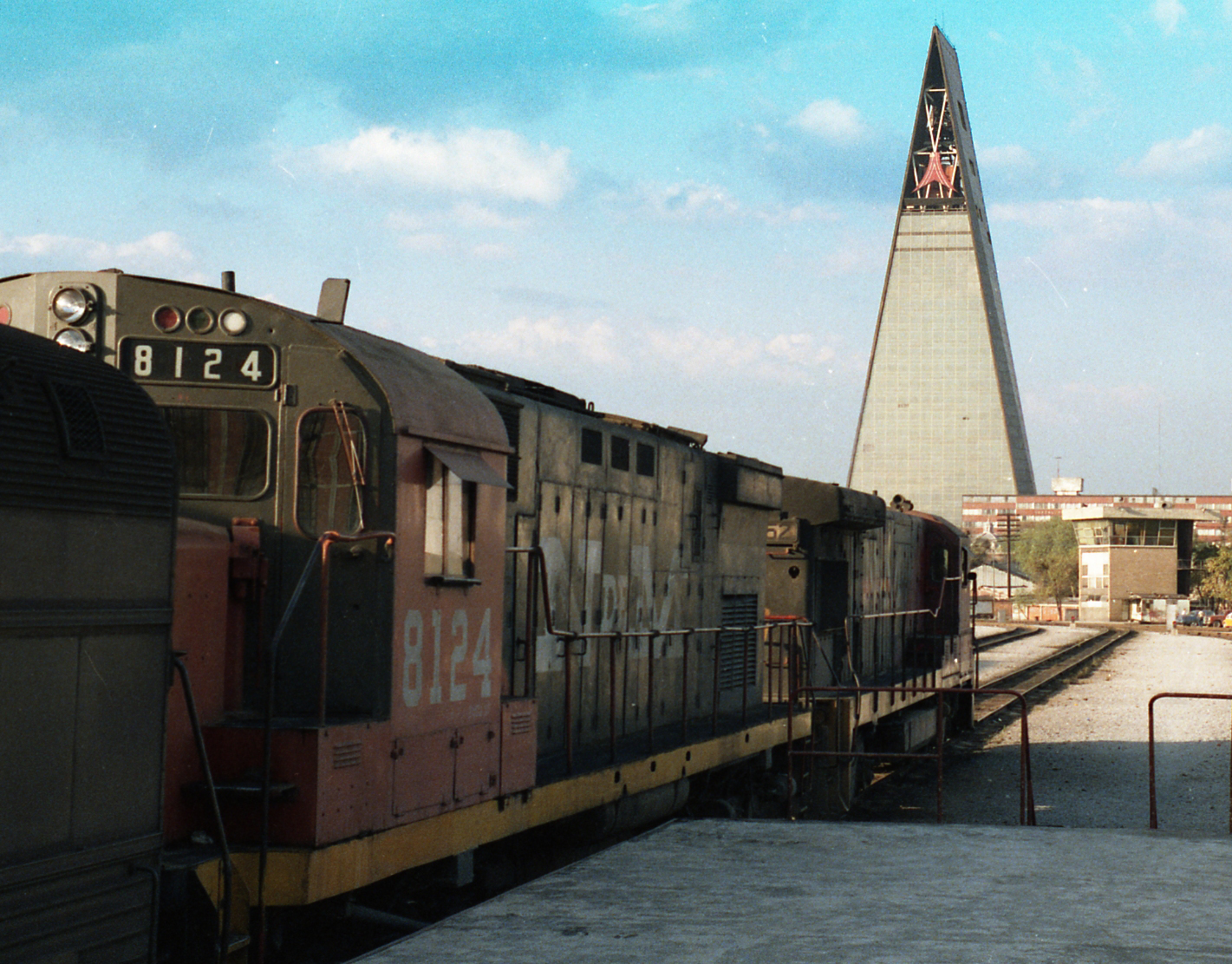
La Torre Insignia y estación del ferrocarril de Buenavista, 1984.

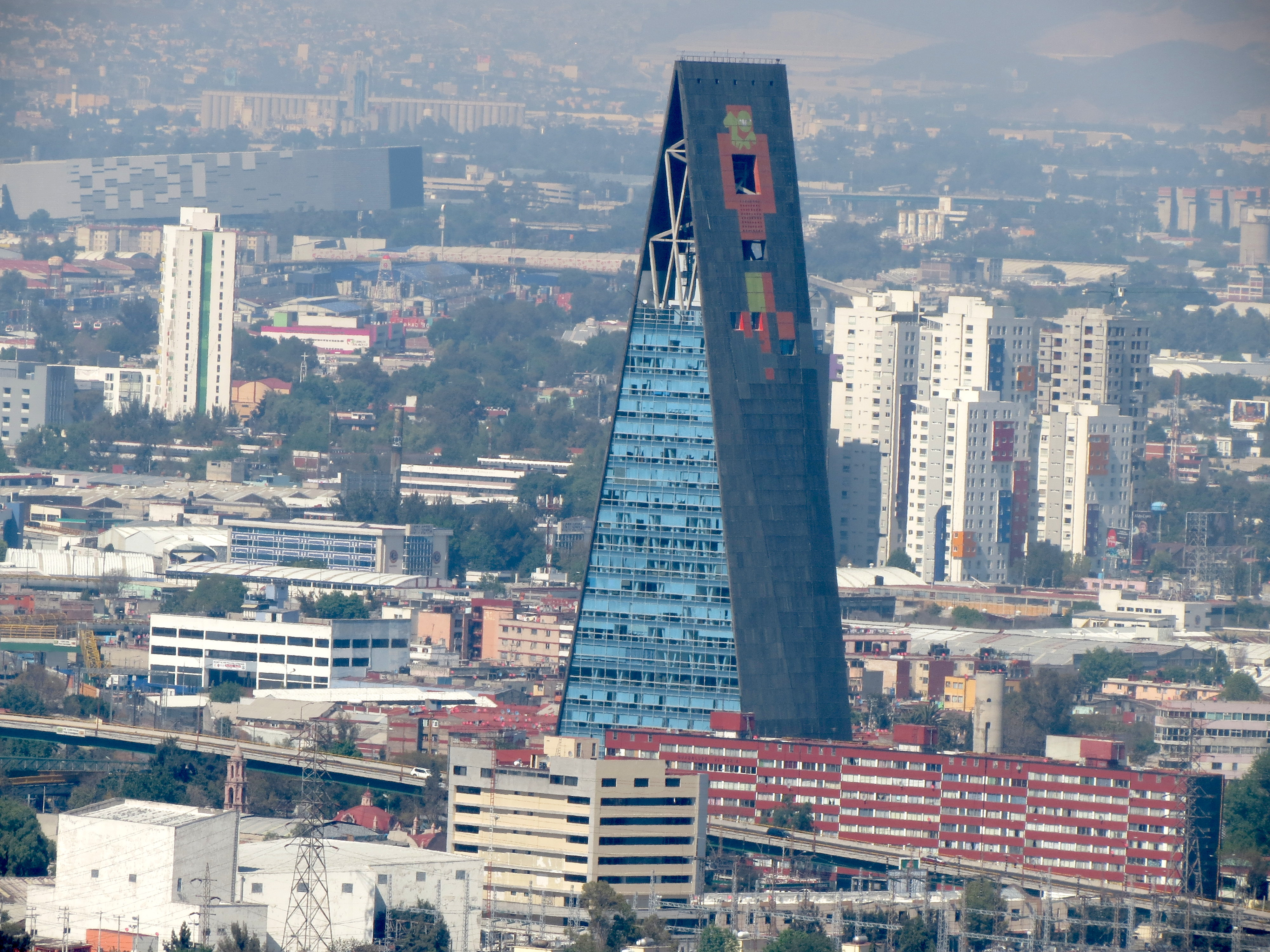
Torre Insignia, vista desde la Torre Latinoamericana

La Torre Insignia (también llamada Torre Banobras) es un rascacielos obra del arquitecto Mario Pani Darqui que se encuentra sobre la avenida Ricardo Flores Magón esquina con la Avenida de los Insurgentes Norte, en la Unidad Habitacional Tlatelolco, en Alcaldía Cuauhtémoc en la Ciudad de México. La Torre Insignia se convirtió en el segundo edificio más alto de México y de la alcaldía Cuauhtémoc tan solo después de la Torre Latinoamericana y uno de los 5 más altos de los años sesenta y setenta. Actualmente alberga oficinas de la Secretaría de Salud de la Ciudad de México, cuenta con 10 ascensores. Es actualmente el edificio más alto de la zona de Tlatelolco y el tercero más alto de la Avenida Insurgentes
El edificio albergó las oficinas centrales del Banco Nacional de Obras y Servicios Públicos (BANOBRAS).
Este edificio tiene forma de prisma triangular además de ser construida con hormigón armado y fue totalmente remodelada por lo menos dos veces, es uno de los edificios más emblemáticos de la Ciudad de México, y tiene el mayor carillón de América con 47 campanas fabricadas por Petit & Fritsen.

## Memoria descriptiva
- Su altura es de 127 metros y tiene 25 pisos.

- Tiene la forma de un prisma triangular y se ha convertido en un icono de la Ciudad de México y en especial de la Avenida Insurgentes Norte.

- El logotipo de la estación del Metro Tlatelolco lleva la silueta de este edificio. La estación se encuentra ubicada muy cerca del edificio sobre la avenida Manuel González.

- El área total del rascacielos es: 22,032.97 m

## Historia
Debido el rápido crecimiento de la Ciudad de México, en especial de la zona centro y zona de Tlatelolco, creció la demanda por espacio lo cual aumentó el precio de la tierra. Lo cual generó la necesidad para acelerar la construcción en vertical.
Teniendo como motor la demanda en la zona, en 1957 se empezó a planear el proyecto que inició labores de construcción en 1958 mismas que concluyeron en el año de 1962. La construcción tuvo como uno de sus retos principales la zona donde se encuentra, una zona sísmica, por lo que fue el cuarto edificio en Ciudad de México y en el mundo junto con Torre Anáhuac, Edificio El Moro, Torre Latinoamericana en contar con lo último en tecnología en cuanto a amortiguadores sísmicos, iniciando así estos cuatro edificios las grandes construcciones de la Ciudad de México.

## Detalles importantes
- Su construcción fue iniciada en 1957 y fue terminada en 1962.

- En su punto más alto tiene instalado un carillón, regalo del gobierno de Bélgica a la Ciudad de México.

- Ha soportado 8 terremotos, el de 1985 que midió 8.1 en la escala de Richter, el de 1995 de 7.7, el de 1999 de 7.4, el del 2003 de 7.6 en la escala de Richter y el del 13 de abril del 2007 que midió 6.3 en la escala de Richter, el de 27 de abril de 2009 de una intensidad de 5.7 en la escala de Richter , el del 22 de mayo de 2009 de 5.9 en la escala de Richter con epicentro en la localidad de Tehuacán Puebla, sin sufrir ningún daño en su estructura, el del 20 de marzo de 2012 con una intensidad de 7.8 en la escala de Richter además del reciente terremoto del 19 de septiembre de 2017 con una magnitud de 7.1.

- Es considerado uno de los edificios más seguros de la Ciudad de México y del mundo.

- En teoría el edificio puede soportar un sismo de 8.5 en la escala de Richter.

- Los materiales de construcción que usaron fueron: concreto armado, aluminio y acero.

- A un costado de la Torre Insignia se encuentra la estación del Metrobús Manuel González.
- Frente al estacionamiento de la torre y el edificio Pedro Moreno se halla una escultura de Tláloc , que tiene una altura de dos metros , no hay placa o letrero cercano a la obra que aluda a su autor ni a la fecha de su creación al parecer fue realizada por el escultor Tomás Chávez Morado.
- La torre fue reforzada con concreto en su totalidad y ha sido remodelada dos veces, es además una de las construcciones más significativas y emblemáticas de la Ciudad de México.
- Cuenta con 47 campanas de varios tamaños, la más grande fue donada por el gobierno de Bélgica en conmemoración a los 150 años de la Independencia de México.[1]

## Datos clave
- Altura- 127 metros.
- Espacio de oficinas - 24,000 metros cuadrados.
- Pisos- 8 niveles de estacionamiento y 25 de oficinas.
- Condición: En uso.
- Rango: 	
  - En México: 28º lugar, 2011: 50.º lugar
  - En Ciudad de México: 25º lugar, 2011: 36º lugar
  - En la zona de Tlatelolco: 1º lugar
  - En la Avenida Insurgentes: 3º lugar